# Contrada dell'Orso (Milano)
La Contrada dell'Orso è stata una contrada di Milano appartenente al sestiere di Porta Comasina.

## Confini
Il confine della contrada dell'Orso correva lungo via del Lauro (dove confinava con la contrada del Cordusio) dall'incrocio con via Boito e l'intersezione tra via Brera e piazza del Carmine. Il confine proseguiva poi lungo piazza del Carmine, via Ponte Vetero, piazza Principessa Maria, via Broletto fino all'incrocio con via del Lauro. 

## Luoghi di culto
L'unico edificio di culto degno di nota della contrada era la chiesa di San Giovanni alle Quattro Facce che sorgeva sui resti, come fa intendere il suo nome, di un tempio romano pagano dedicato al Giano Quadrifronte.

## Storia

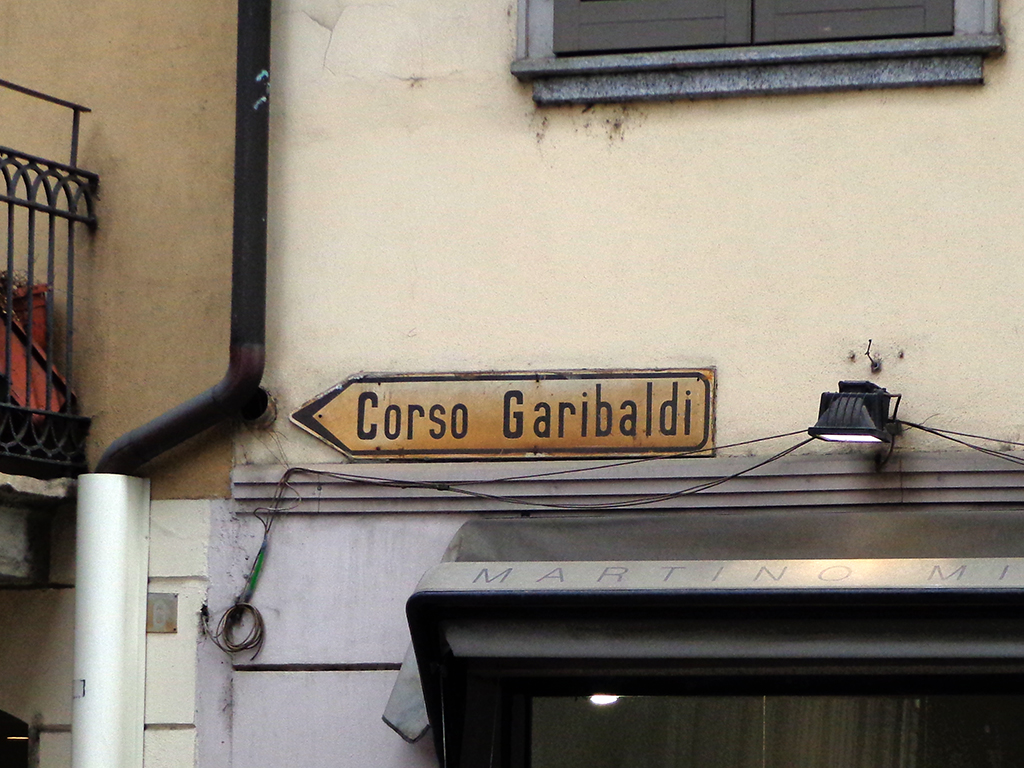
Vecchio cartello stradale in via Ponte Vetero

La contrada prende il nome da via dell'Orso, a sua volta intitolata con questa denominazione, secondo alcuni autori, in onore ai Dell'Orso (anticamente "De Urso"), famiglia patrizia milanese che fu protagonista della storia medievale della città. Il tratto di via dell'Orso compreso tra via Brera e via Ciovasso era popolarmente chiamata "via Olmetto", mentre il tronco compreso tra via Ciovasso e Ponte Vetero era conosciuto come "via all'Orso".  
Gli autori che vorrebbero l'intitolazione di via dell'Orso legata all'omonima famiglia individuano il motivo di tale tributo nella battaglia di Campomalo, avvenuta nel 1036 durante l'epoca comunale tra l'arcivescovo Ariberto d'Intimiano, sostenuto dai feudatari maggiori (i capitanei), e i vassalli minori (i valvassori) di Milano, di cui facevano parte i Dell'Orso. La battaglia, dagli esiti incerti, si concluse con l'uccisione di un potente alleato di Ariberto, il vescovo di Asti Alrico, che segnò certamente un punto a vantaggio dei valvassori. Questi ultimi, che erano riuniti nella "Motta", lega militare sorta nel 1035, erano sostenuti anche dal popolo. Come tributo a questa vittoria la città di Milano avrebbe dedicato ai Dell'Orso una strada, la "via all'Orso la Motta", toponimo che sarebbe stato corrotto con l'uso comune in "all'Orso l'Olmetto". 
Secondo invece altri autori, la denominazione di via Dell'Orso non sarebbe legata all'omonima famiglia e alle gesta militari ad essa collegate: in base a questa ipotesi, la strada sarebbe stata denominata via dell'Orso prima dell'avvento di questa famiglia nella storia di Milano. Secondo altre ipotesi ancora, l'origine della denominazione di via Olmetto sarebbe forse la secolare presenza, a metà della via, di uno storico albero di olmo, che diede poi il nome a questa strada.
Due toponimi che sono presenti nella contrada avevano origini romane: Ponte Vetero ("vetero" infatti significa "vecchio", con chiara allusione alle sue origini antiche, nella fattispecie romane), e il vicolo Ciovasso, che deriverebbe dal latino volgare clivacium (da cui il termine dialettale milanese civàss, ovvero "declivio") con chiaro richiamo al fatto che la strada, un tempo, scendeva fino alle mura romane di Milano, le cui fondamenta erano collocate in un avvallamento. Altra ipotesi vorrebbe che "Ciovasso" derivi dal nome di una famiglia nobiliare milanese, i Civasso.